# Сидор-Романова, Надежда Степановна
Надежда Степановна Романова (или Романив) (укр. Надія Степанівна Романів), также известная как София Сушко (укр. Софія Сушко), Вера (укр. Віра), Наталья Тырса (укр. Наталка Тирса; 1920, Осмолода — 14 апреля 1949, около Перегинского) — деятельница ОУН-УПА, связная и сотрудница Службы безопасности ОУН(б). Жена Василия «Шелеста» Сидора.

## Биография
О довоенной жизни ничего не известно. В апреле 1942 года в составе Походной группы ОУН с Анной Прокопович и Стефанией Понич по распоряжению Ивана Климова прибыла в Киев, где работала связной Дмитрия Мирона. Занималась вопросом дерусификации населения Киева, антисоветской и проукраинской пропагандой. В своих воспоминаниях высказывала искреннее возмущение тому, что в Киеве даже коллаборационисты использовали преимущественно русский язык как на работе, так и при обычном общении. 
В августе 1942 в составе следственной группы под руководством Николая Арсенича занимается расследованием дела гибели Дмитрия Мирона-«Орлика». Результатом расследования стало разоблачение двух братьев Скузев, двух агентов гитлеровской СД.
В послевоенные годы скрывалась в составе ячейки бандеровцев со своим мужем Василием Сидором в Ивано-Франковской области. 14 января 1949 года убита оперативно-войсковой группой МГБ в долине реки Лемницы. Останки перезахоронены на кладбище в Перегинском. Воспоминания Романовой обнаружены в бидоне из-под молока в августе 1949 года группой МГБ.